# Яків, брат Ісуса
Яків Праведний (лат. Iacobus, грец. Ιάκωβος від івр. יעקב, трансліт. Ya'aqov) — брат Господа Ісуса Христа. Перший єпископ церкви в Єрусалимі, поставлений самим Ісусом та автор Соборного Послання Якова у Новому Заповіті. День вшанування пам'яті — 23 жовтня.
Праведний Яків був одним із перших 70 послідовників Христа. Святий Яків був скинутий юдеями з даху Єрусалимського храму, а потім убитий ударом по голові. Це сталося близько 62 року. Святий апостол Яків першим виклав чин Божественної літургії, яка і покладена в основу літургій Василія Великого та Івана Золотоустого, що звершуються і нині.